# 無窮遠線
在幾何與拓撲學裡，無窮遠線（line at infinity）是一條附加於實（仿射）平面的投影線，以形成一個投影平面。加上無窮遠線後，投影平面上的重合性質才具有封閉性，而沒有例外。無窮遠線亦被稱為理想線。

## 幾何描述
在投影幾何裡，任何一對線總是會相交於某個點上；但在實平面上，平行線不會相交。將無窮遠線附加於實平面上，可完備該平面，使平行線亦可相交於無窮遠線上的一點。此外，若任何一對線相交於無窮遠線上的一點，則這對線是平行的。
每條線都會與無窮遠線相交於某一個點上。平行線相交的點僅取決於這些線的斜率，而與這些線的y-截距無關。
在仿射平面裡，一條線會向兩個相反的方向延伸。在投影平面裡，一條線的兩個相反方向會相交於無窮遠線上的一點。因此，投影平面上的線為封閉曲線，即為環形，而非線形。這對無窮遠線本身也是真的；無窮遠線會在其兩端相交，因此該線實際上是環形的。

## 拓撲觀點
無窮遠線可被視為圍繞著仿射平面的圓。不過，此圓的對極點是相同的點。結合仿射平面與無窮遠線會產生實投影平面，{\displaystyle \mathbb {R} P^{2}}。
雙曲線可被視為一條與無窮遠線相交於兩個不同點上的封閉曲線。這兩個點由雙曲線的漸近線之斜率決定。同樣地，拋物線可被視為一條與無窮遠線相交於一個點上的封閉曲線。該線由拋物線的軸之斜率決定。若拋物線從其頂點被切進一對對稱的「角」，這兩個角越遠離頂點會越平行，且確實會在無窮遠點平行拋物線的軸，並且相交。因此，這兩個角會相交於無窮遠線上。
對複投影平面而言，無窮遠「線」自然是一個複投影線；不過在拓撲上卻有很大的不同。複投影線是一個黎曼球面，因此是個二維球體，附加於複數上的二維複仿射平面之上，且該平面會形成一個四維緊緻流形。該流形是可定向的，但實投影平面則不能。

## 虛圓點
無窮遠線於十九世紀的幾何學裡被大量地使用。實際上，最實用的技巧之一為將圓視為通過兩個無窮遠點的圓錐曲線。
各圓與直線在無窮遠處之相交點可透過設定 z = 0 而取得。如此，則會導出方程
X2 + Y2 = 0.
解此方程的解，可發現每個圓都會「通過」虛圓點
I = [1:i:0] and J = [1:−i:0].
對任一組齊次座標而言，這兩點都是複數點。然而，因為投影平面具有足夠大的對稱群，這兩點沒有什麼特別之處。因此，三個參數的圓族可被視為是圓錐曲線這個線性系統中會通過兩個不同的點P與Q的特例。

## 另見
- 無窮遠點
- 無窮遠平面
- 無窮遠超平面